# Va' e vedi
Va' e vedi (russo: Иди и смотри, Idí i smotrí; bielorusso: Ідзі́ і глядзі́, Idzí i hljadzí) è un film sovietico contro la guerra del 1985 diretto da Ėlem Klimov, presentato fuori concorso al Festival di Cannes e premiato in Unione Sovietica per la colonna sonora scritta da Oleg Grigor'evič Jančenko. «Il titolo è una citazione dell'Apocalisse [6, 1.3.5.7]».
Nel 2017, alla 74ª Mostra internazionale d'arte cinematografica di Venezia, il film ha vinto il premio Venezia Classici per il miglior film restaurato.

## Trama
1943, nella Bielorussia occupata dalle truppe tedesche, tra i villaggi circondati dalle foreste di betulle, ai margini delle grandi paludi. Fljora è un adolescente. A dispetto delle preoccupazioni della madre, intende aggregarsi ai partigiani. Scavando nella palude, in una trincea abbandonata ormai sepolta dalla sabbia, si procura finalmente un fucile e si unisce alle brigate nella foresta, dove però viene deriso e sfruttato per lavori di corvée. Incontra anche Glaša, una coetanea sfuggita alla deportazione e fermamente decisa a vivere e ad assaporare le gioie dell'amore e della crescita.
Mentre i partigiani si avviano ad affrontare il nemico, Fljora viene lasciato indietro, a causa della sua inesperienza, ritrovandosi solo e sbandato nella foresta con Glaša. La ragazza tenta un approccio con lui, che la respinge, sentendosi imbarazzato e frustrato dal rifiuto ottenuto dai partigiani. Vengono interrotti dall'inizio dei combattimenti: il passaggio di un ricognitore tedesco precede la discesa di un plotone di paracadutisti e contemporaneamente inizia un intenso fuoco di sbarramento da parte dell'artiglieria.
Traumatizzati dalle esplosioni, riescono a non farsi trovare dai paracadutisti appena atterrati e riparano in una capanna di fortuna dove, durante la notte, Fljora invita Glaša dalla sua famiglia, che sta lì vicino. Arrivati al villaggio, lo trovano vuoto e tragicamente scoprono che i tedeschi vi sono già passati, uccidendo molta gente. Fljora, sconvolto e delirante per il senso di colpa, si getta nella palude alla ricerca della madre e delle piccole sorelle, mentre Glaša cerca vanamente di farlo riprendere. Raggiunti i sopravvissuti, rifugiatisi in mezzo alle paludi, Fljora scopre che i suoi familiari sono morti e viene abbandonato anche da Glaša, spaventata da lui.
Fljora, per redimersi, si avventura nelle campagne costantemente sorvolate dal bombardiere tedesco, alla ricerca di cibo per i rifugiati, insieme a tre sbandati muniti di un fucile ciascuno. Dopo che due di loro muoiono in un campo minato, i superstiti requisiscono una mucca, ma sono impossibilitati a muoversi a causa del fuoco martellante di una postazione tedesca: l'ultimo uomo e la mucca muoiono colpiti dai traccianti. All'alba Fljora, rimasto solo e sperduto nella nebbia, incontra un vecchio contadino che lo invita a nascondere il fucile e a seguirlo nella sua casa, mentre dalla nebbia emerge una colonna di camion tedeschi.
I soldati tedeschi, appoggiati da un reparto di SS, rastrellano il villaggio, catturano gli uomini abili al lavoro, violentano le ragazze giovani, rinchiudono gli anziani, le donne ed i bambini in un fienile e vi danno fuoco. Fljora assiste terrorizzato ed impotente a questi eventi, udendo le grida degli abitanti del villaggio che vengono bruciati vivi, finché non sviene in preda al dolore. Così facendo scampa al rastrellamento, perché creduto morto, quindi scopre che il reparto tedesco è stato attaccato lungo la strada e i superstiti fatti prigionieri dai partigiani. Fljora recupera il suo fucile e tra i feriti vede una ragazza che rievoca la figura di Glaša (che nel film non ricomparirà) ancora sotto shock dopo essere stata violentata dai soldati.
I tedeschi e i loro collaborazionisti vengono passati per le armi dopo un processo sommario. I partigiani ripartono, mentre Fljora, in un impeto di rabbia, riesce finalmente a sparare e lo fa con odio e accanimento assoluto contro un ritratto di Hitler. A ogni colpo di fucile, vengono mostrate le atrocità e le conquiste del dittatore nella guerra, che si riavvolgono all'indietro. L'ultima immagine mostra un Hitler neonato in braccio alla madre. Fljora in un primo momento sembra sul punto di sparare, ma poi abbassa lentamente il fucile e la sua espressione da feroce, diventa triste e commiserevole. Liberatosi dallo shock dell'orrore cui ha assistito e recuperato il discernimento, Fljora corre ad unirsi alla colonna di partigiani.

## Produzione

### Sceneggiatura
Il massacro compiuto dai tedeschi nel film richiama quello compiuto dalla Brigata Dirlewanger nel villaggio di Chatyn'.

## Riconoscimenti
- 1985 - Festival di Mosca
  - Gran Premio
  - Premio FIPRESCI
- 2017 - Mostra internazionale d'arte cinematografica di Venezia
  - Premio Venezia Classici per il miglior film restaurato

## Curiosità

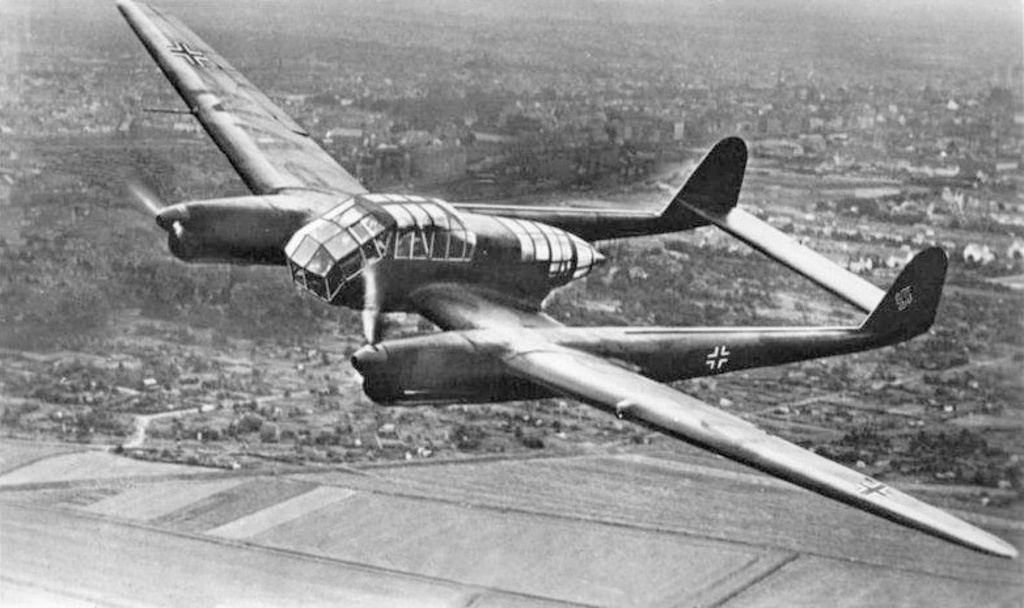
L'aereo da ricognizione tedesco Focke-Wulf Fw 189, presente nel film

- La presenza del pericolo che avvolge Fljora nel suo percorso è rappresentata da un aereo da ricognizione (Uhu, "gufo") che costantemente vola sopra di lui e da una vera cicogna che senza volare si aggira nella foresta.